# ピーター・ゴールドレイク
ピーター・ゴールドレイク（Peter Goldreich、1939年7月14日 - ）は、アメリカ合衆国の天体物理学者で、惑星の環、日震学、中性子星等を研究した。現在はカリフォルニア工科大学の天体物理学、惑星物理学の教授であり、2005年までプリンストン高等研究所の教授を務めた。小惑星番号3805番の小惑星ゴールドレイクは彼の名前に由来している。

## キャリア
ニューヨーク市生まれ。1960年にコーネル大学から工学物理学の学士号を得た。また1963年にトーマス・ゴールドの指導の下、コーネル大学で博士号を取得した。1963年から1964年まで、ケンブリッジ大学でフェローとしてポスドク研究を行い、1966年に准教授としてカリフォルニア工科大学に移籍した。1969年には教授に昇進した。

## 科学的業績
ゴールドレイクはアラー・トゥームリとともに、1969年の論文で極移動について初めて記述したが、古地磁気学的な証拠は後まで得られていなかった。また、ジョージ・エイベルとともに、惑星状星雲は赤色巨星から進化するという今日広く受け入れられている説を結論付けた。1979年にはスコット・トレメインとともに土星のF環は羊飼い衛星によって維持されていることを予測し、これは1980年に観測された。彼らは天王星の環も同様の羊飼い衛星によって維持されていることを予測し、1986年に証明された。ゴールドレイクとテレメインは1980年に惑星軌道の移動を予測し、後のホット・ジュピター説の元となった。

## 受賞など
- 1972年 - 全米科学アカデミー会員[22][3]
- 1973年 - アメリカ芸術科学アカデミー会員[3]
- 1985年 - ブラウワー賞
- 1993年 - 王立天文学会ゴールドメダル[22][3][23]
- 1995年 - アメリカ国家科学賞[22][3][24][25]
- 2006年 - グランドメダル[8][10][26][27][28]
- 2007年 - ショウ賞[29]